# 苅田町コミュニティバス

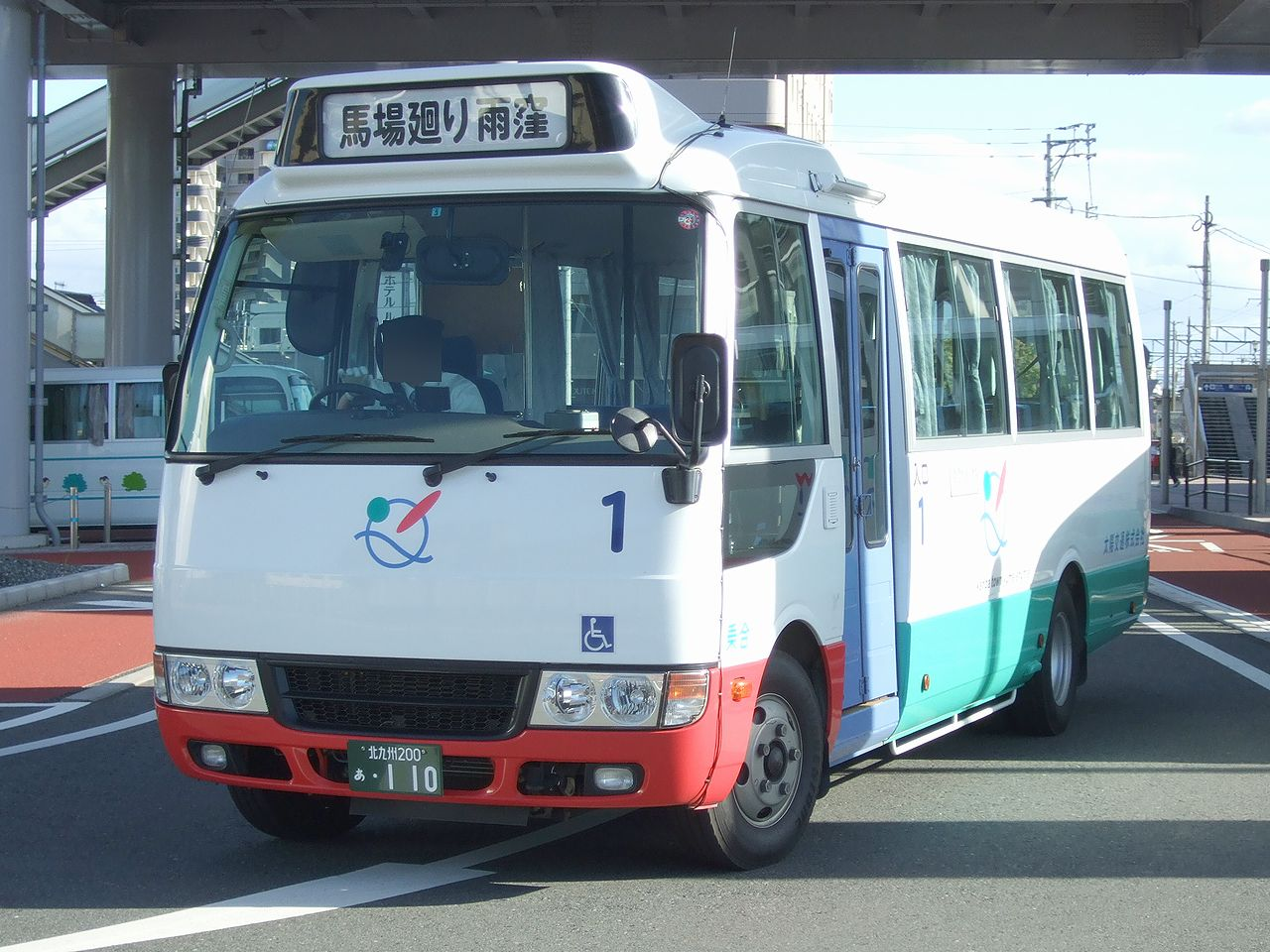
1号車（三菱ふそう・ローザ）

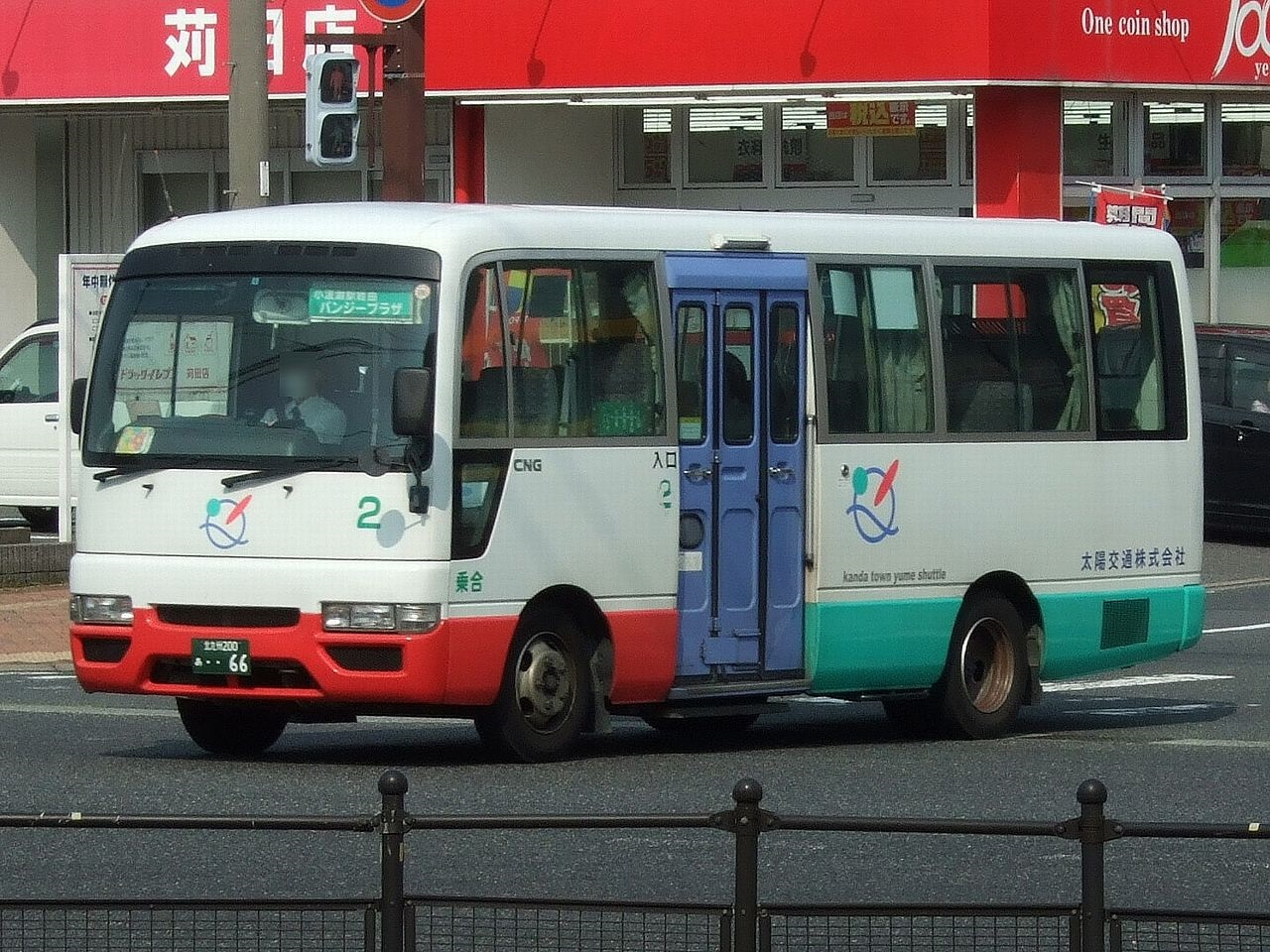
2号車（日産・シビリアン）

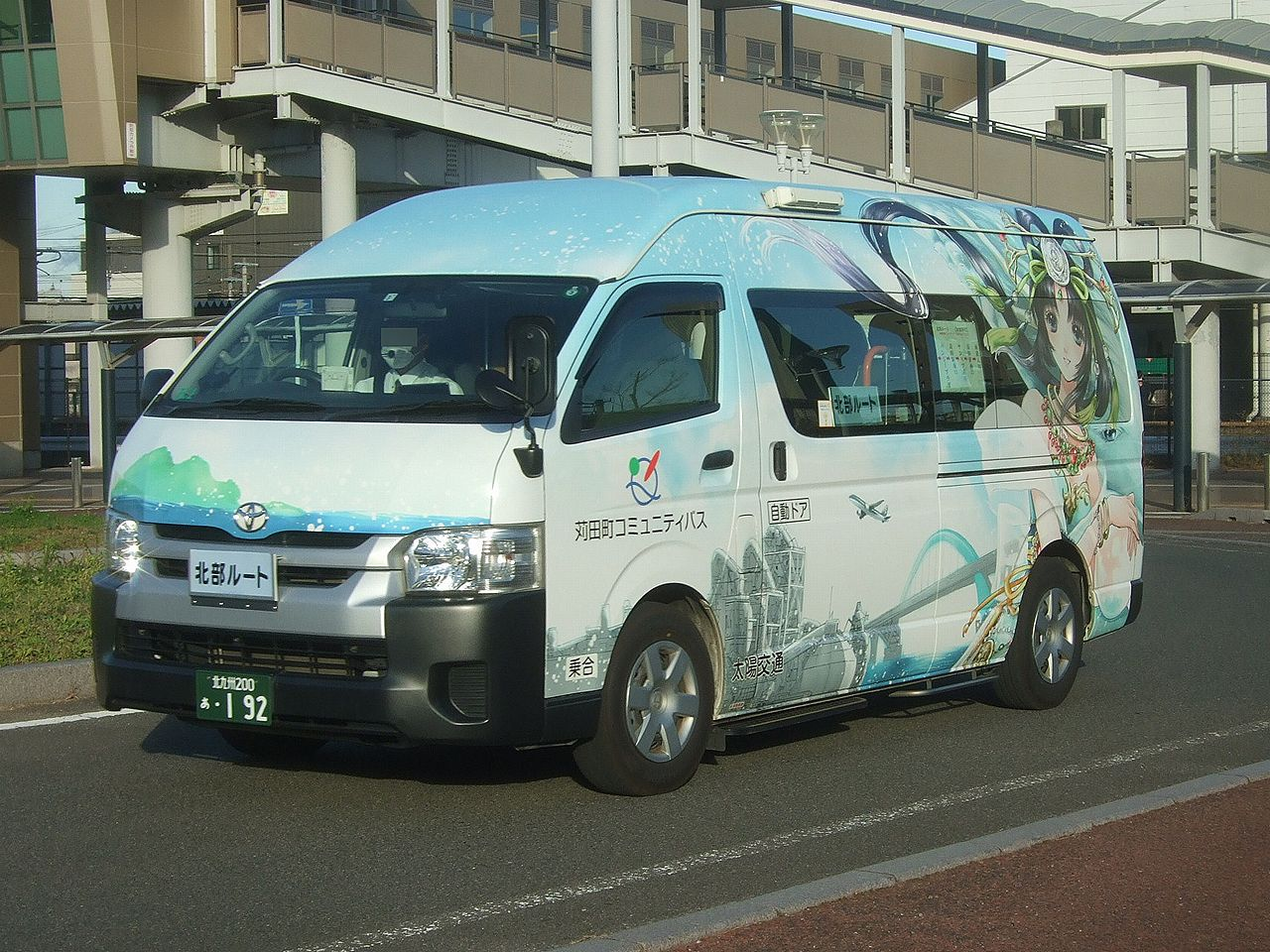
2018年に導入されたトヨタ・ハイエース

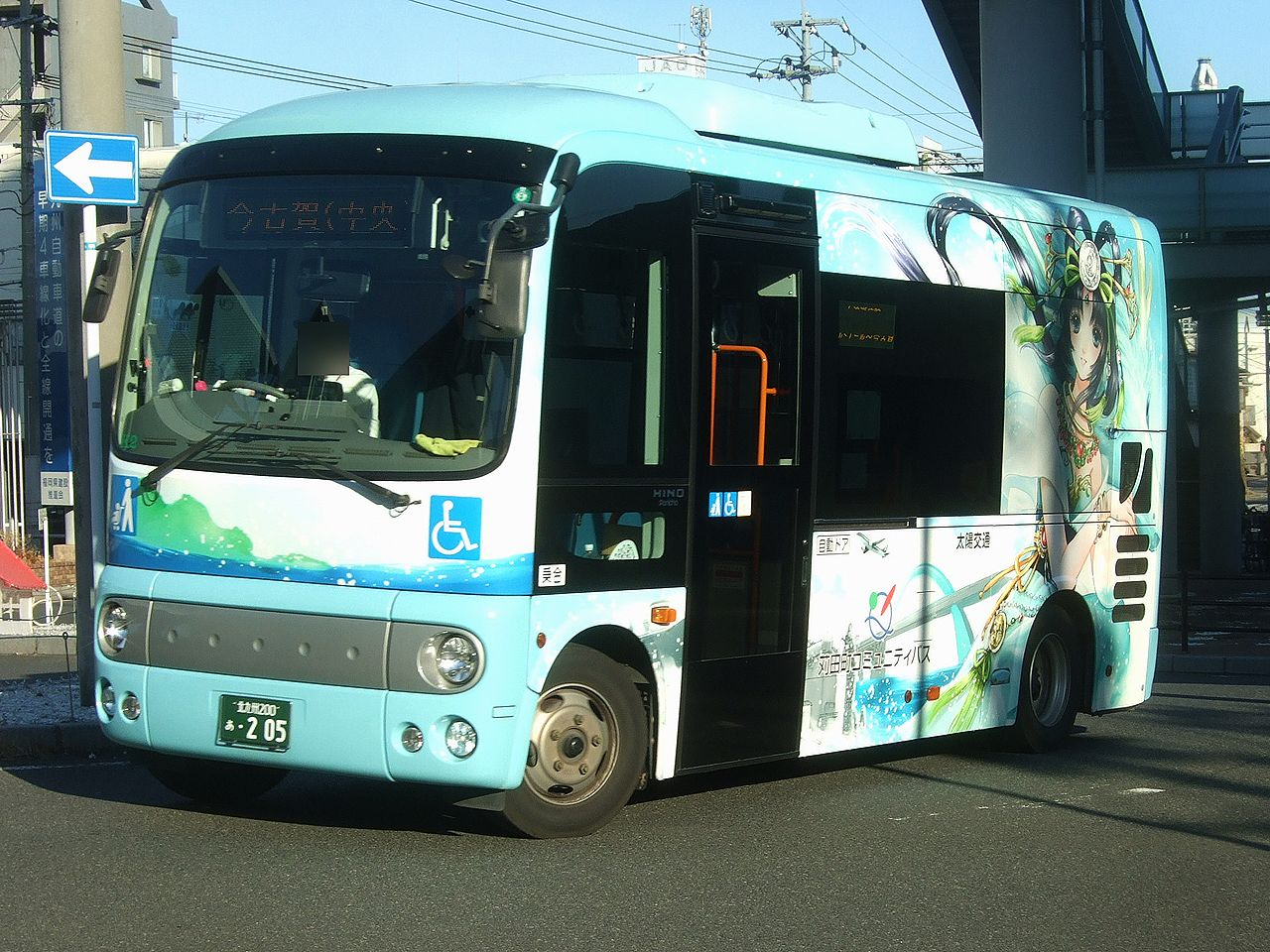
2019年に導入された日野・ポンチョ

苅田町コミュニティバス（かんだまちコミュニティバス）は、福岡県京都郡苅田町が運営するコミュニティバスである。愛称「ゆめシャトル」。 
2005年（平成17年）9月運行開始。平成26年の年間延利用者数およそ11万人。町の北東部の中心市街地にある総合保健福祉センター（パンジープラザ）を拠点とし、町内各地に路線を開設している。
交通空白地域解消を目的として、太陽交通を事業者として運行を開始した。町が運営、太陽交通が運行している。車両は4台。

## 歴史
- 2005年（平成17年）9月20日 実証運行として北部ルート・小波瀬ルート・白川ルートを運行開始[4]。
- 2006年（平成18年）4月1日 本格運行開始。全便パンジープラザに乗り入れ開始、白川ルートと小波瀬ルートの路線変更、白川接続線を運行開始[5]。
- 2006年（平成18年）9月1日 与原・二崎ルートを運行開始[6]。
- 2015年（平成27年）2月1日 ダイヤ改正[7]。
  - 路線再編
  - 運賃を一般100円→200円、小学生100円（これまで一般と同額であったがこども運賃を導入）、障害者手帳提示者無料→100円とする。一般用回数券を100円券11枚綴から200円券7枚綴に変更。
  - 土曜日を日祝日ダイヤ運行に変更。
- 2016年（平成28年）4月1日 ダイヤ改正。
  - 白川ルートを葛川区集落内（葛川区公民館前）に乗り入れ。
  - 乗継券の利用条件を別路線、30分以内の乗り継ぎとする。
- 2019年（平成31年）4月1日
  - 一部区間でフリー降車制を導入。
  - 新車（日野・ポンチョ）を導入。

## 路線
※全停留所掲載。便によっては一部の停留所に停車しない。
北部ルート
雨窪入口 - 長畑町営 - 長畑 - 苅田中学校 - 提 - 苅田駅西口 - 井ノ口池 - 馬場 - 【苅田郵便局 → サンリブ苅田】 - 苅田町役場 - 中央公民館 - 京町病院前 - 京町二丁目 - 福岡銀行前 - 苅田旅館前 - 苅田駅 - 信金前 - スーパーあそう前 - 重見医院前 - 本町 - 西町 - 幸町団地入口 - 【パンジープラザ → 港】 - 松原公民館 - 松山城登山口 - 松山公民館 - 松原 - 松原団地入口 - 松原入口 - 神田町三丁目 - 北公民館 - 若久 - 若久二区 - 雨窪公民館 - 雨窪入口
左回り（苅田中学・馬場回り）は上記順、右回り（松原回り）は上記と逆順で運行。ただし【 】内は左回り・右回りともに矢印の順に運行。
左回りは4本、右回りは5本、交互に運行（右回りの始発と最終は土日祝日運休）。左回り始発は雨窪入口 - 苅田駅 - パンジープラザ間、右回り始発は雨窪入口 - パンジープラザ - 苅田駅間の運行。
与原・小波瀬ルート
パンジープラザ - 苅田駅 - 苅田旅館前 - 福岡銀行前 - 京町二丁目 - 京町病院前 - 中央公民館 - 苅田町役場 - 【苅田郵便局 → サンリブ苅田】 - 橋本歯科前 - 中島整骨院前 - 田添医院前 - 近衛ヶ丘 - 尾倉二丁目 - 福祉会館 - 青木内科前 - 東桜ヶ丘入口 - ますだ歯科前 - 大熊公園 - 与原三丁目 - 原田皮膚科前 - 小波瀬駅前通 - 小波瀬西工大前駅 - 小波瀬病院 - 小波瀬西工大前駅 - 小波瀬駅前通 - 原田皮膚科前 - 松延歯科前 - 新津二丁目 - ルミエール苅田 - 丸勝自動車前 - 美波台入口 - 与原上公民館 - 白庭神社入口 - 与原下 - パール美容室前 - 近衛橋 - 田添医院前 - 中島整骨院前 - 橋本歯科前 - 【苅田郵便局 → サンリブ苅田】 - 苅田町役場 - 中央公民館 - 京町病院前 - 福岡銀行前 - 苅田旅館前 - 苅田駅 - パンジープラザ
左回りは上記順、右回りは上記と逆順で運行。ただし【 】内は左回り・右回りともに矢印の順に運行。
左回り・右回りともに4本運行で交互に運行（左回りの始発は土日祝日運休）。
中央ルート
今古賀 - 公園入口 - 今古賀入口 - 楠木坂 - 百合ヶ丘公園 - ひまわり保育園 - みどりヶ丘団地 - みどりヶ丘入口 - 西桜ヶ丘 - みどりヶ丘（※1） - 小波瀬病院 - 【小波瀬西工大前駅 → 小波瀬駅前通 → 原田皮膚科前 → 松延歯科前 → 新津二丁目 → ルミエール苅田 → 原田皮膚科前 → 小波瀬駅前通 → 小波瀬西工大前駅】- 小波瀬病院 - みどりヶ丘（※1） - セブンイレブン桜ヶ丘 - 福田ビル前 - すみれ幼稚園 - 城南団地入口 - 城南団地 - 苅田工業高校 - セブンイレブン南原 - 安井医院前 - 【苅田郵便局 → サンリブ苅田】 - 苅田町役場 - 中央公民館 - 京町病院前 - 京町二丁目 - 福岡銀行前 - 苅田旅館前 - 苅田駅 - パンジープラザ
5往復運行。今古賀発の始発は苅田駅行きで土日祝日運休。パンジープラザ発の始発は小波瀬病院行きで、同所発のうち同便と最終便は土日祝日運休。【 】内は上り・下りともに矢印の順に運行。
（※1）パンジープラザ発のみ停車、（※2）今古賀発のみ停車
白川ルート
山口入口 - 山口 - 八田山公民館 - 八田山 - 稲光住宅前 - 稲光 - 稲光公民館前 - 神社前 - 西部公民館 - 白川郵便局 - 葛川入口 - 葛川区公民館 - 旭ヶ丘団地 - 葛川住宅 - 岡崎 - 菅原神社前 - 片島住宅前 - 浄土院 - 浄土院入口 - 木ノ元 - 猪熊入口 - 猪熊公民館 - 今古賀団地入口 - 西桜ヶ丘 - みどりヶ丘 - 小波瀬病院 - 小波瀬西工大前駅 - セブンイレブン桜ヶ丘 - 福田ビル前 - すみれ幼稚園 - 城南団地入口 - 城南団地 - 苅田工業高校 - セブンイレブン南原 - 安井医院前 - 【苅田郵便局 → サンリブ苅田】 - 苅田町役場 - 中央公民館 - 京町病院前 - 京町二丁目 - 福岡銀行前 - 苅田旅館前 - 苅田駅 - パンジープラザ
山口入口発5本、パンジープラザ発3本運行。山口入口発始発は土日祝日運休。【 】内は上り・下りともに矢印の順に運行。

### 接続線
接続線は接続地でコミュニティバス他路線と乗り継ぐ場合のみ利用可（接続線内のみの利用は不可）。接続地行きの便は事前電話予約制で、接続地発の便は乗車時に運転士に申告する。予約・申告があった場合のみ運行する。
白石・二崎接続線
塩釜神社下 - 新開池入口 - デイサービス前 - ル・フォン前 - 白石橋 - 長峡川大橋 - 二崎公民館東 - 二崎公民館北 - 二崎中央 - 樋の元橋 - ルミエール苅田
接続地はルミエール苅田。8.5往復運行。始発便は土日祝日運休。
白川ルート接続線
本谷 - 北谷 - 山口入口
神後橋 - 谷 - 法正寺 - 白寿会前 - 白川保育園 - 黒添 - 文化ホール - 鋤崎公民館 - 鋤崎 - 西部公民館
接続地は山口入口および西部公民館。全便が白川ルートに接続する。

## 運賃
200円均一（小学生・障害者・介護者は100円。小学生の障害者・介護者は50円）。回数券あり。パンジープラザ・苅田駅・小波瀬病院と、接続線の発着する接続地の各停留所では乗継券が発行される。30分以内に他路線に乗り継ぐ場合のみ有効。

## 車両
運行開始時には日産・シビリアンを導入、のちに三菱ふそう・ローザを追加で導入している。
2018年には運行開始当初からのシビリアンの代替として、地元在住のイラストレーター・しいたけがデザインした豊玉姫などのイラストが描かれたトヨタ・ハイエースを1台導入した。翌2019年には同様のデザインの日野・ポンチョを導入している。